# Ambrogio (vescovo di Firenze)
Ambrogio (... – 20 maggio 1158) è stato un monaco cristiano e vescovo cattolico italiano, vescovo di Firenze dal 1155 al 1158, succeduto al vescovo Atto II.

## Biografia
Era un monaco vallombrosano, e nel suo breve episcopato non vi furono avvenimenti molti di rilievo. Un documento di Papa Adriano IV, datato 25 novembre 1156 confermò alla diocesi fiorentina la pieve di Marturi, pretesa da quella di Siena.
A lui si deve l'arrivo di alcune cospicue donazioni di terreni in favore della diocesi dalla zona della chiesa di San Colombano in Val di Pesa.